# Eumenes punctatus
Eumenes punctatus är en stekelart som beskrevs av Henri Saussure 1852. Eumenes punctatus ingår i släktet krukmakargetingar, och familjen Eumenidae. Utöver nominatformen finns också underarten E. p. nigrior.